# Backyard wrestling
Backyard wrestling (geralmente abreviado como BYW ou BW) é um termo de wrestling para definir o ato praticado por fãs de wrestling profissional, onde eles realizam combates entre eles, geralmente fora de um ringue. O backyard wrestling tem esse nome, porque muitas vezes, os fãs praticam-no em seus próprios quintais.
A prática geralmente é dada por crianças, pré-adolescentes e adolescentes que não possuem oportunidade de entrar em uma escola de wrestling e usam locais, muitas vezes inapropriados para imitarem seus ídolos. Devido a isso, essa prática chamou a atenção da mídia americana devido a falta de segurança envolvida. Apesar disso, muitas "federações" de BYW estão se adaptando e crescendo, muitas possuem a possibilidade de se tornarem federações regulares no futuro.

## Prática
Backyard wrestlers geralmente adotam o hardcore wrestling em suas federações, ou seja, o uso de objetos estrangeiros (cadeiras de aço, escadas, mesas, bastões, etc.) é mais utilizado em lutas. A maioria dos praticantes usam colchões e cama elásticas para fazer partidas, porém outros, fazem ringues verdadeiros com videoaulas na Internet, ou até usam materiais de artes marciais, como o tatame.

## Polêmica
Alguns wrestlers admitem terem se inspirado em Mick Foley, pois o mesmo fazia filmes caseiros de lutas com seus amigos. Além disso, alguns praticantes já fraturaram partes do corpo como por usar o objetos mais perigosos, como mesas flamejantes e pioneses, ou até mesmo saltar de lugares mais elevados, como o telhado de casas, prédios abandonados e escadas maiores.
Alguns wrestlers profissionais mais experientes, já admitiram ter praticado backyard wrestling, quando mais jovens, entre eles: Hardy Boyz, CM Punk, New Jack, The Insane Clown Posse (atualmente trabalham na Juggalo Championship Wrestling), "Sick" Nick Mondo, RVD, Daniel Bryan, A.J. Styles, Tyler Black, Ruckus, etc.

## Vídeos
Os fãs geralmente publica vídeos de suas partidas na Internet em sites como o YouTube. Geralmente, o vídeo é editado para não mostrar o verdadeiro som do combate e sim, na maioria das vezes, músicas de rock alternativo. A maioria dos vídeos são feitos por celulares e câmeras de vídeos não - profissional.